# 樊萍
樊萍（1982年—），四川简阳人，汉族，中华人民共和国政治人物、第十二届全国人民代表大会四川地区代表。
毕业于西南石油大学工商管理。2013年，担任全国人大代表。